# 21327 Yabuzuka
21327 Yabuzuka este un asteroid din centura principală de asteroizi.

## Descriere
21327 Yabuzuka este un asteroid din centura principală de asteroizi. A fost descoperit pe 11 ianuarie 1997 la Ōizumi de Takao Kobayashi. Asteroidul prezintă o orbită caracterizată de o semiaxă mare de 2,41 ua, o excentricitate de 0,09 și o înclinație de 8,2° în raport cu ecliptica.